# Molo v Sopotech
Molo v Sopotech (polsky Molo w Sopocie) je nejdelší dřevěné molo v Evropě a nejdelší molo v Baltském moři. Nachází se na pobřeží Gdaňského zálivu ve čtvrti Dolny Sopot ve městě Sopoty v Pomořském vojvodství v Polsku. Molo patří mezi hlavní turistické atrakce na polské riviéře. V období od konce dubna do konce září je vstup zpoplatněn.

## Další informace
Molo v Sopotech má délku 511,5 metrů a šířku 10 m, přičemž 458 m délky se nachází nad mořem. Nabízí kavárny, dva přístavy, procházky, vyhlídky na moře, relaxaci, lov ryb, různé kulturní akce aj.
První molo s délkou 31,5 m nechal v roce 1827 postavit lékař Napoleonovy armády Jean George Haffner. Do konce 19. století již mělo délku do 150 m a v roce 1910 již dosahovalo délky 315 m. V roce 1923 sloužilo také hydroplánům.
V roce 1948 mělo být molo zbouráno, protože bylo v socialistickém Polsku považováno za buržoazní relikt. Naštěstí k tomu nedošlo.
Po opravě mola bylo několik kůlů použito ke stavbě Kapličky sopotských rybářů.
Přímo u mola se nacházejí písečné pláže.
Molo lze pozorovat také z blízkého majáku v Sopotech.

## Galerie

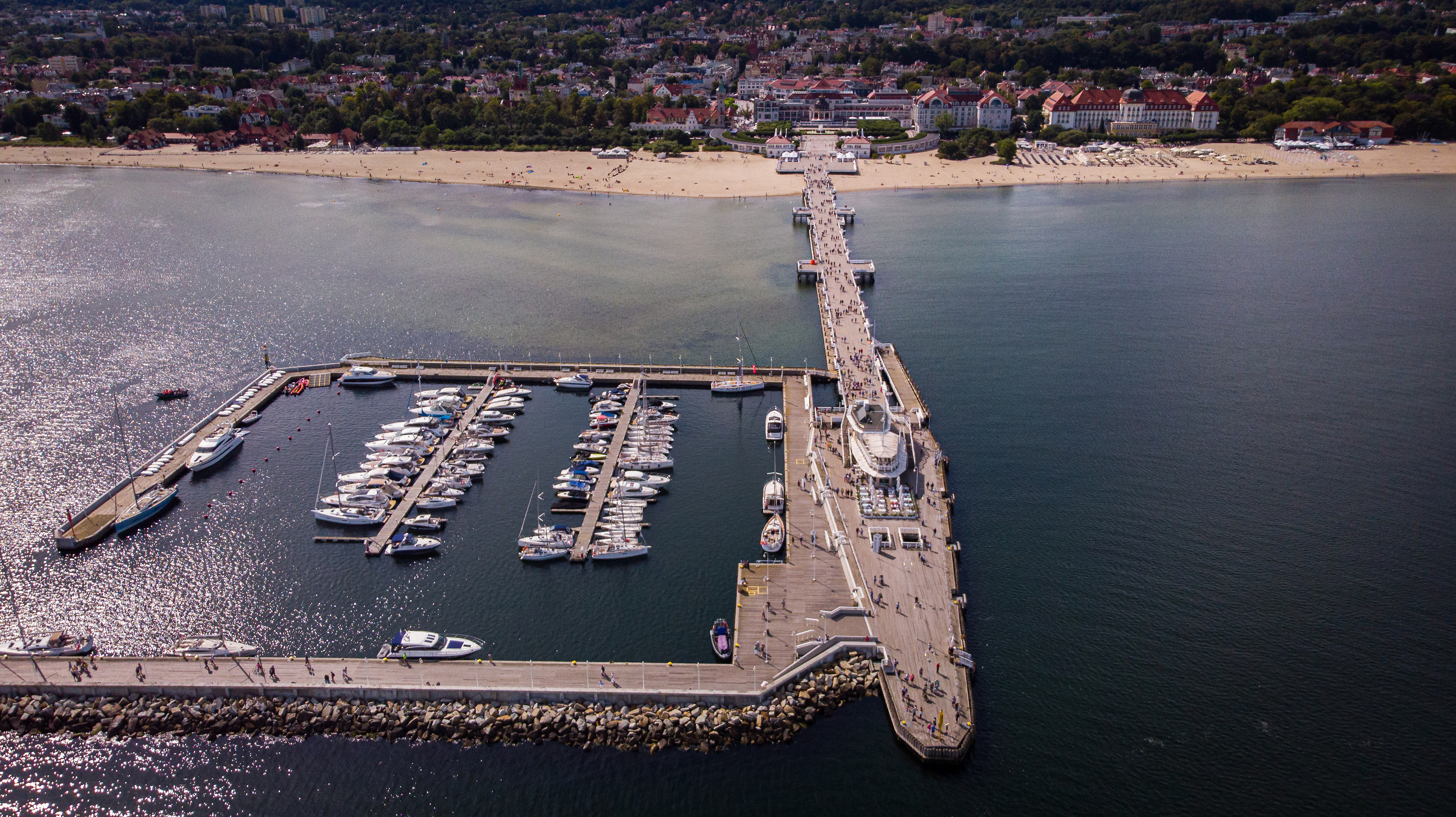
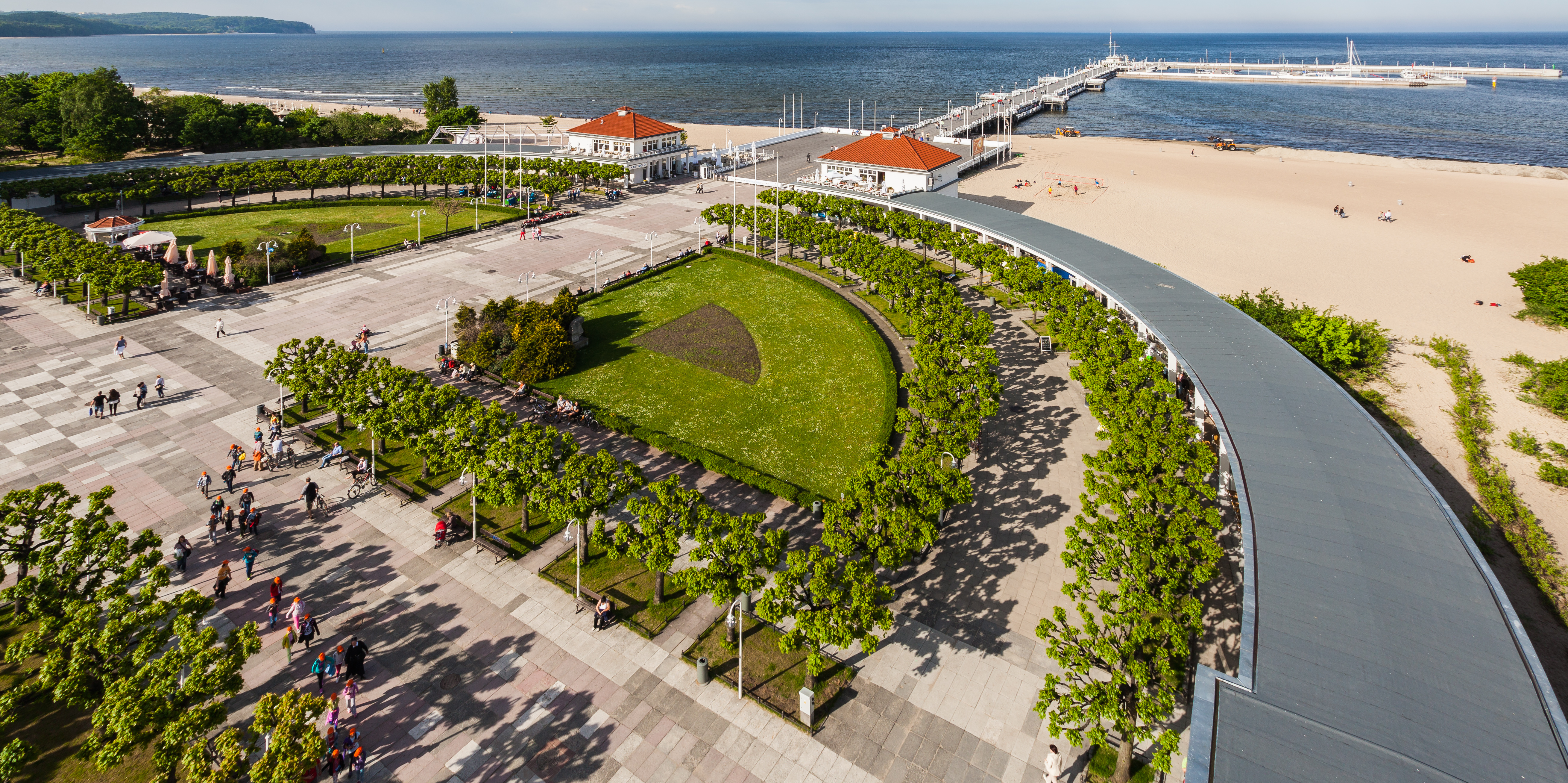
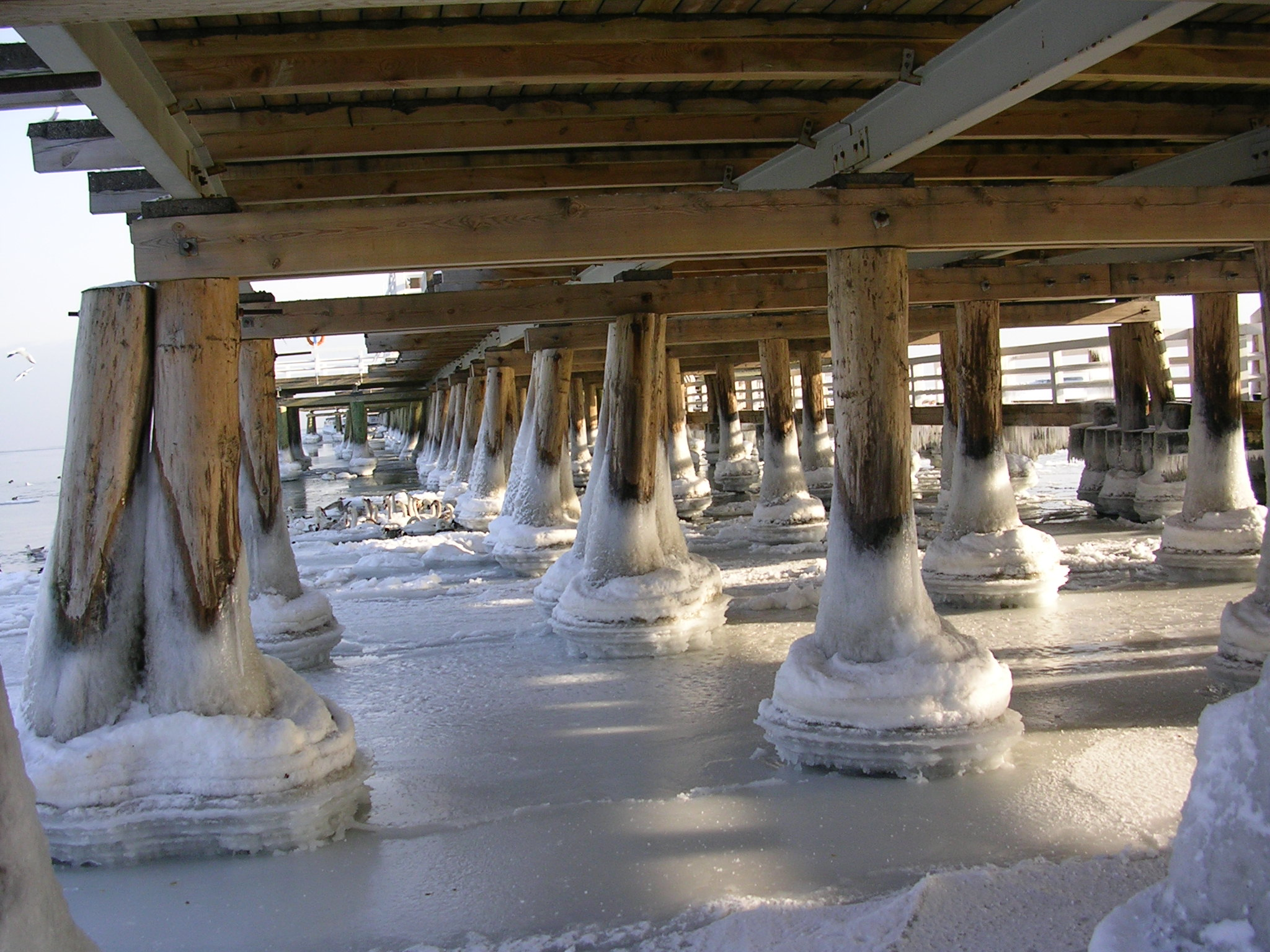
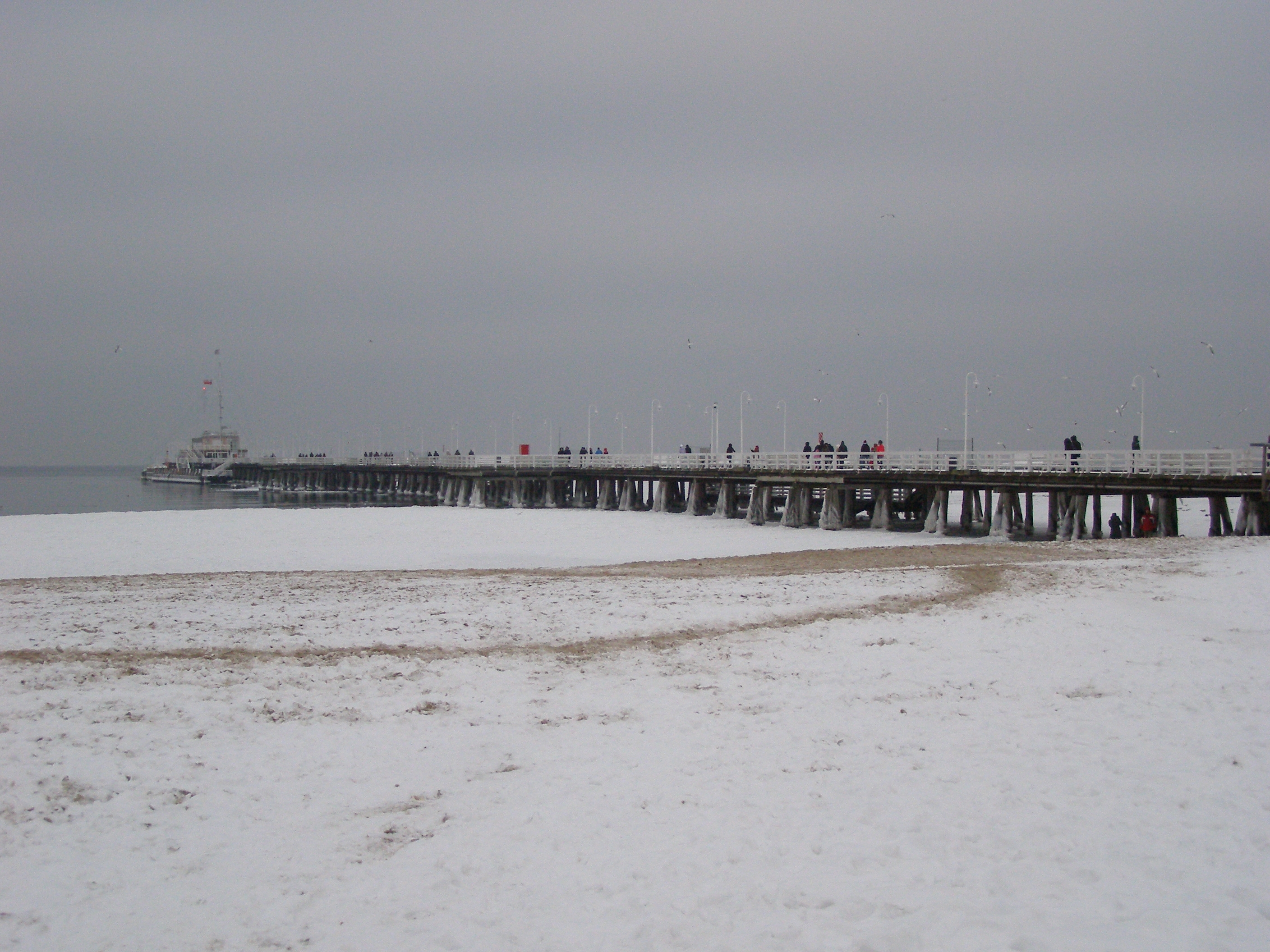
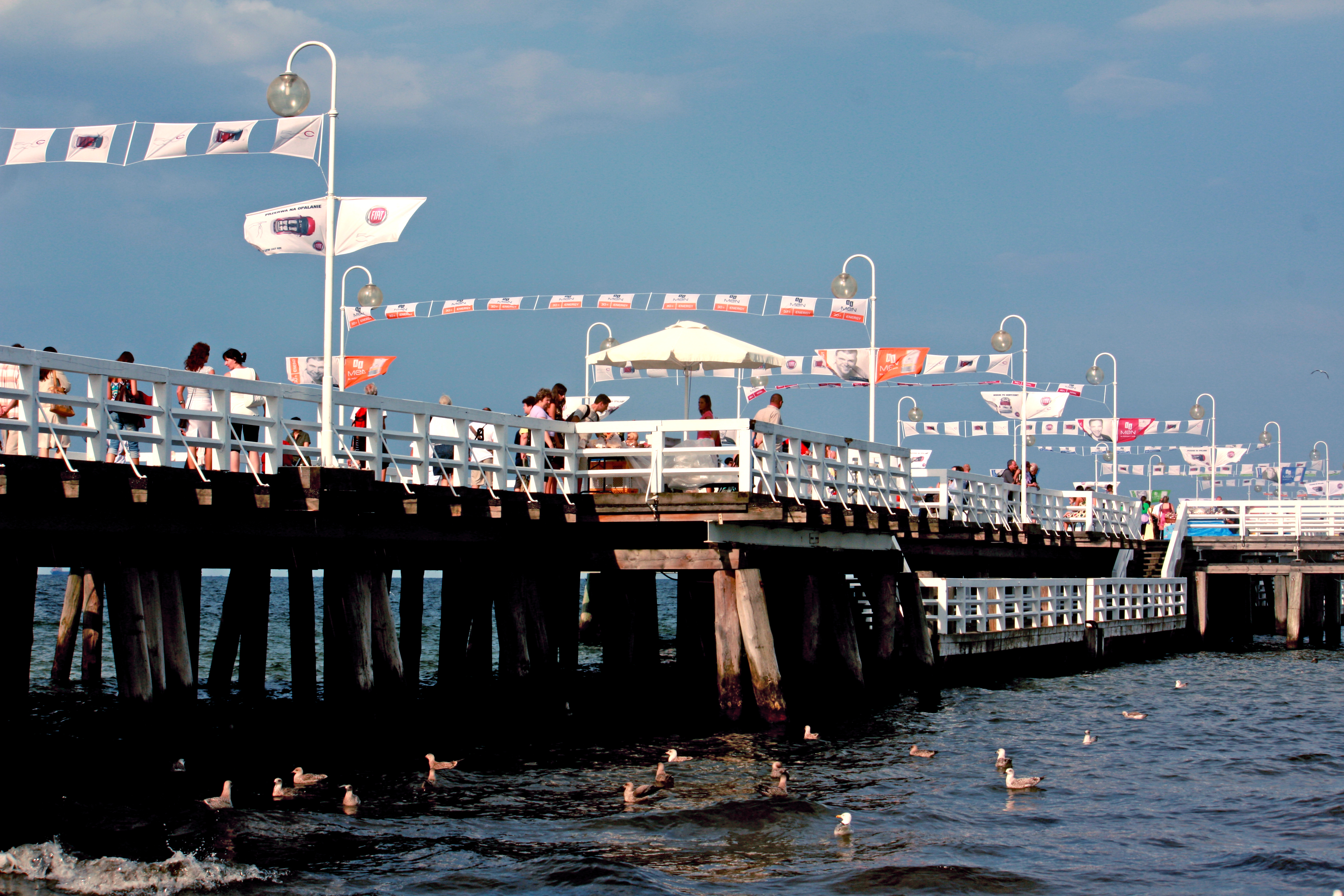
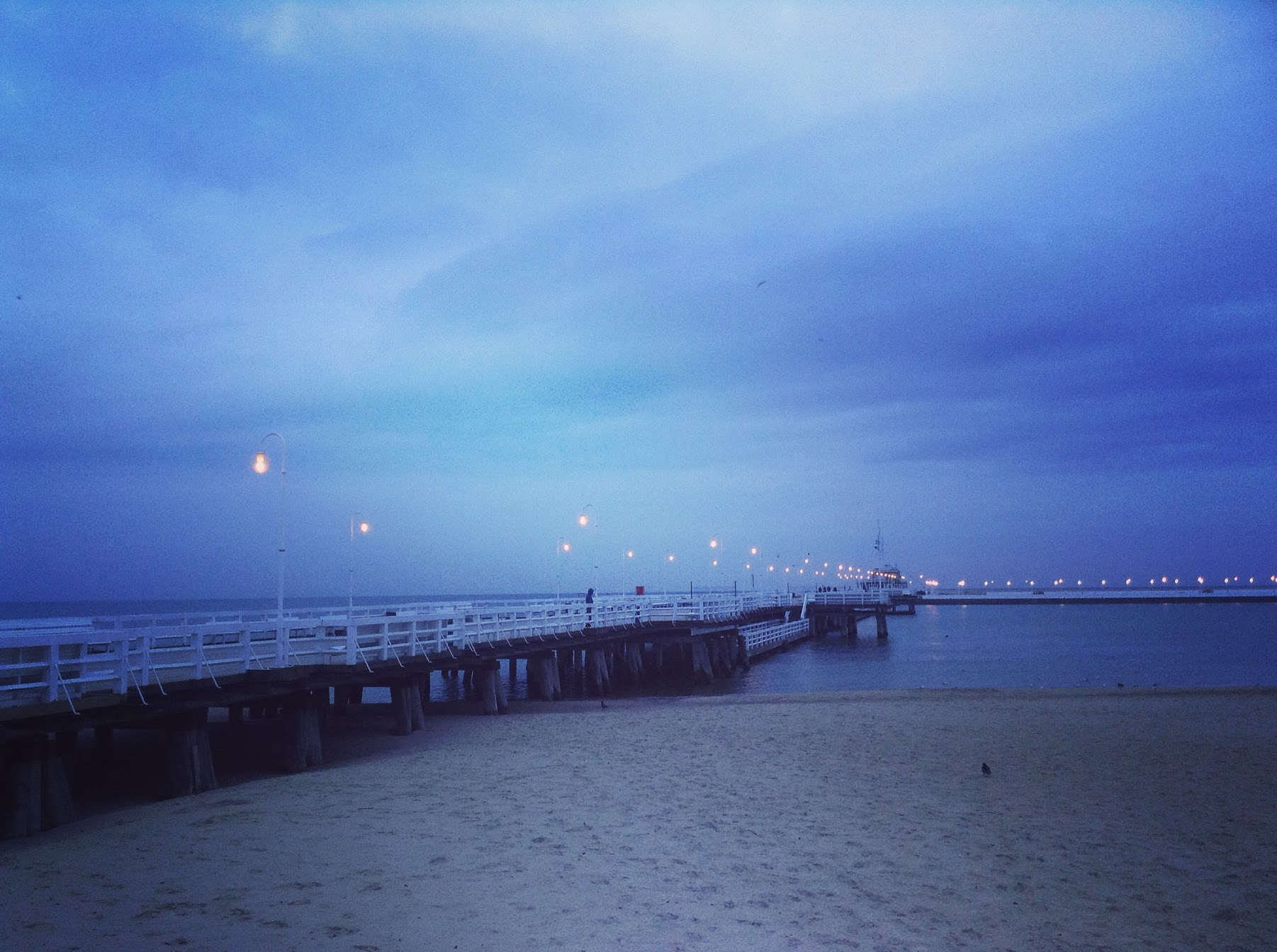
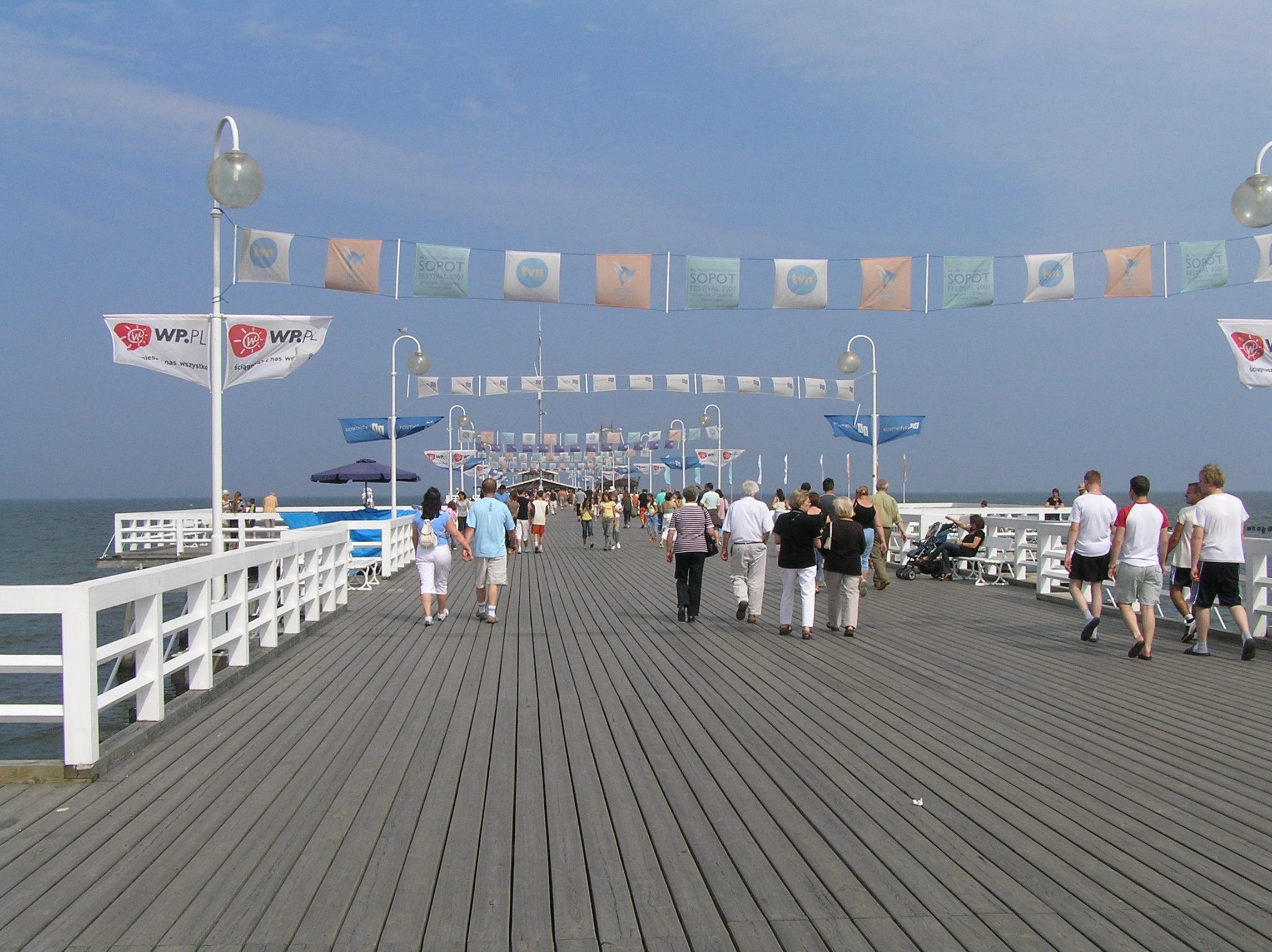
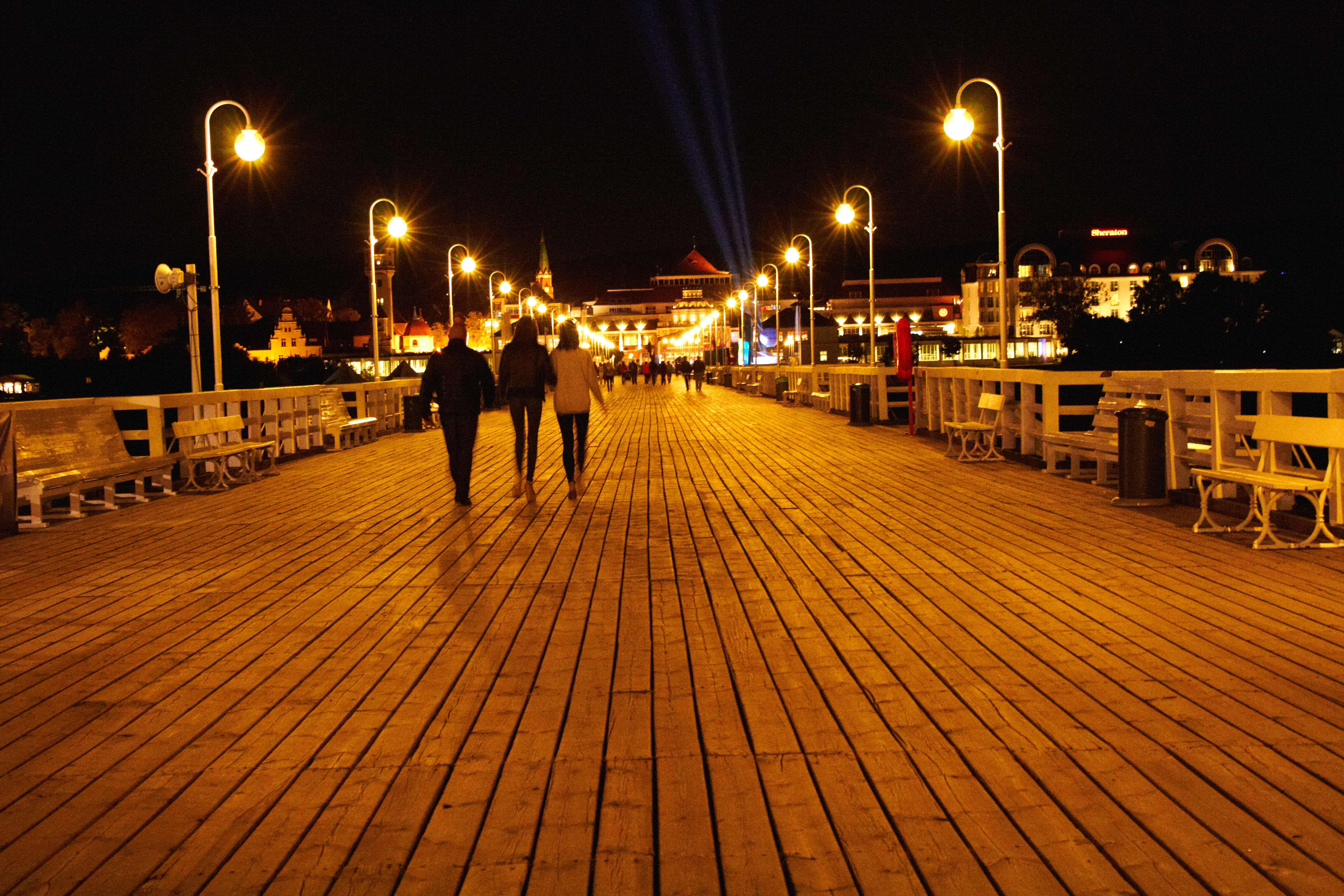